# اویگشنه هورن
اویگشنه هورن (به لاتین: Ewigschneehorn) یک کوه در سوئیس است که در کانتون برن واقع شده‌است. اویگشنه هورن ۳٬۳۲۹ متر بالاتر از سطح دریا واقع شده‌است.